# Karel Kosík
Karel Kosík (26. června 1926 Praha – 21. února 2003) byl český filosof, historik a sociolog.

## Život
V průběhu druhé světové války studoval na gymnáziu, kde se zapojil do odboje v levicově orientované skupině Předvoj. Dne 17. listopadu 1944 byl zatčen gestapem a později vězněn v Terezíně, kde jako „heftlink“ pracoval na výstavbě podzemní továrny Richard pod Radobýlem. Roku 1945 maturoval na gymnáziu v Praze, poté studoval na Filozofické fakultě UK (do roku 1947), pak studoval do roku 1949 na leningradské a moskevské univerzitě.
Od roku 1953 byl zaměstnán jako vědecký pracovník ve Filosofickém ústavu ČSAV. Původní vyhraněně marxistické pozice opustil koncem 50. let. Především díky své knize Dialektika konkrétního (1963), která byla přeložena do mnoha jazyků, se stal celosvětově přijímaným intelektuálem. Kosík se účastnil činnosti jugoslávské skupiny Praxis a byl členem redakce stejnojmenného časopisu skupiny.
Roku 1968 byl jmenován profesorem na Filozofické fakultě Univerzity Karlovy, kterým byl až do roku 1970. V letech 1968 až 1969 byl členem ÚV KSČ (zvolen na mimořádném pookupačním vysočanském sjezdu, který byl později anulován). Roku 1970 byl vyloučen z KSČ a až do roku 1989 žil pouze z honorářů za starší publikace vydávané v zahraničí a z podpory českých emigrantských nadací.
Roku 1990 se vrátil na univerzitu a přednášel zde do roku 1992. Poté přešel do Filosofického ústavu AV.
Za knihu Předpotopní úvahy mu byla v roce 1999 udělena Cena Toma Stopparda (Nadace Charty 77). Ministr kultury Pavel Dostál mu za šíření dobrého jména české kultury udělil v roce 2001 medaili Artis Bohemiae Amicis. Časopis A2 zařadil jeho knihu Poslední eseje do českého literárního kánonu po roce 1989, tedy do výběru nejdůležitějších českých knih v období třiceti let od sametové revoluce.
Z manželství s literární teoretičkou Růženou Grebeníčkovou vzešly děti Antonín (matematik), Irena (varhanice a skladatelka) a Štěpán.

## Dílo
- Čeští radikální demokraté, 1958
- Dialektika konkrétního, 1963
- La nostra crisi attuale, 1969 Řím
- Kritik der technischen Vernunft, 1973 Frankfurt nad Mohanem
- Století Markéty Samsové, 1993
- Jinoch a smrt, 1995
- Předpotopní úvahy, 1997
- Poslední eseje, 2005

V 60. letech minulého století přispíval především do Literárních novin a Plamene a koncem 90. let též do Salonu, přílohy Práva.
V životopisných notickách Karla Kosíka (zejména na záložkách knih vydaných v devadesátých letech) bývá nejednou uváděno, že Kosík sepsal okolo roku 1975 "tisícistránkové" dílo, které bylo zabaveno Státní bezpečností. Jedná se však o fikci, která měla ospravedlnit jednak naprostou filosofovu nečinnost v letech 1971–1990, ale také jeho čerpání prostředků z mezinárodních fondů na podporu disidentů. Ve skutečnosti se jednalo o pouhé výpisy z četby, zejména Heideggera. Tématem byl zejména pojem pravdy v evropské myšlenkové tradici. Rukopis byl sice StB při domovní prohlídce zabaven, ale posléze autorovi vrácen.